# Wilhelm Dichter
Wilhelm Dichter (ur. 25 października 1935 w Borysławiu) – polski pisarz pochodzenia żydowskiego.
Syn Michała. Przeżył wojnę, ukrywając się z rodziną w różnych miejscach. Po wojnie zamieszkał w Warszawie. Ukończył Politechnikę Warszawską. W 1968, po wydarzeniach marcowych, wyemigrował z Polski do Stanów Zjednoczonych, gdzie pracował jako informatyk.
Dichter zaczął opisywać swoje życie dość późno, jako sześćdziesięciolatek. Pierwsza powieść, Koń Pana Boga, wydana w Krakowie w 1996, została nominowana do Nike. Druga – Szkoła bezbożników (1999) została finalistką tej nagrody. W pierwszej powieści autor mówi o ukrywaniu się Żydów w czasie II wojny światowej, w drugiej, będącej kontynuacją Konia, o życiu młodzieńca w komunistycznej Polsce. Trzecia powieść, Lekcja angielskiego (2010) ukazuje trudy życia żydowskiego emigranta w Stanach Zjednoczonych.
Pisarz jest tłumaczony na języki: rosyjski, francuski, czeski, niemiecki, szwedzki i niderlandzki.
Poeta Janusz Szuber zadedykował Wilhelmowi Dichterowi wiersz pt. Mały traktat o analogiach, wydany w tomikach poezji Okrągłe oko pogody z 2000 oraz Tam, gdzie niedźwiedzie piwo warzą z 2004.

## Publikacje
- Wyspy fizyki i inne opowiadania, oprac. graf. S. Kobyliński, Ludowa Spółdzielnia Wydawnicza, Warszawa 1967[5].
- Koń Pana Boga, posł. S. Barańczak, Znak, Kraków 1996, ISBN 83-7006-588-0.
- Szkoła bezbożników, Znak, Kraków 1999, ISBN 83-7006-894-4.
- Lekcja angielskiego, Znak, Kraków 2010, ISBN 978-83-240-1372-2.